# Bogore
Bogore est une localité du Cameroun située dans l'arrondissement de Bogo, le département du Diamaré et la région de l’Extrême-Nord. 

## Population
En 1975, la localité comptait 160 habitants, 133 Peuls et 27 Mousgoum.
Lors du recensement de 2005, on y a dénombré 346 personnes.